# Terroir
Terroir kommer af ordet terre, der betyder jord. Det var oprindeligt en fransk term inden for vin, kaffe og te, der angav de særlige kendetegn, som geografi, geologi og klimaforhold på en bestemt lokalitet prægede bestemte sorter med. Landbrugsarealer i samme område deler samme jordbund, vejrforhold og dyrkningsteknikker, som alt sammen bidrager til høstens unikke kvaliteter. Den samme druesort kan dyrket i forskellige regioner således frembringe meget forskellige vine.
Begrebet terroir er grundlaget for AOC-systemet for franske vine, som har været forbillede for appellation- og vinlove over hele Jorden.
I sin kerne rummer det forestillingen om, at jorden, hvorpå druerne gror, indgyder dem en unik kvalitet, som er særlig for den pågældende region. Der har været stor uenighed i vinindustrien om, hvor stor indflydelse terroir har, og hvor grænserne for begrebet går.
Jordens beskaffenhed skyldes utallige forhold. Basis er det langsomt forvitrede grundmateriale, som kan bestå af f.eks. granit, skifer og kalksten. Kemiske, fysiske og biologiske processer har også stor betydning. Således består en levende jordbund bl.a. af svampe, alger og bakterier, men sammensætningen af denne mikroflora er helt særlig fra sted til sted. Endvidere består jorden af mikrofauna, herunder orme, skjolddyr, mider og insekter, som f.eks. løsner jorden og giver den luft. Stenenes mineraler udvaskes og blandes med jorden. Ved mineralsk og organisk gødning tilføres bl.a. kvælstof, fosfor, calcium og magnesium. Udsættes høsten for overdosering af gødning, risikerer man, at terroir-effekten helt forsvinder. Gødningen skal derfor tilpasses ikke alene planten, men også jordbunden. Dette kan gøres ved at tilføre komposteret, organisk materiale, som indeholder de fornødne næringsstoffer. Jordbundens særegne gær- og bakterieflora præger også den senere gæringsproces, hvilket skyldes gærsvampe, der sidder på drueskallerne. Jo mere jordbundens mikroorganismer kan arbejde uhindret, jo mindre behøver man senere tilsætte indkøbte gærsvampe og bakterier i gæringsprocessen, og jo tydeligere vil terroir-effekten være.
 Der er for få eller ingen kildehenvisninger i denne artikel, hvilket er et problem. Du kan hjælpe ved at angive troværdige kilder til de påstande, som fremføres i artiklen.